# Teleutias major
Teleutias major är en insektsart som beskrevs av Max Beier 1960. Teleutias major ingår i släktet Teleutias och familjen vårtbitare. Inga underarter finns listade i Catalogue of Life.